# Società Italiana Ferrovie e Tramvie
La Società Italiana Ferrovie e Tramvie (SIFT) era un'azienda attiva nella costruzione ed esercizio di ferrovie e tranvie nella prima metà del Novecento, che operò nella provincia di Piacenza.
Ingranditasi nel tempo con l'acquisizione delle concessioni di un'altra società che operava in zona, la SIFT risentì della crisi economica degli anni trenta e di alcune scelte da parte dello Stato che ne penalizzarono i programmi di potenziamento. Attiva in ultimo come gestore della sola ferrovia Piacenza-Bettola, l'azienda cessò del tutto la propria attività ferroviaria nel 1978 e quella automobilistica, svolta con altro nome, nel 1981.

## Storia

### Dalla TPP alla SIFT
Con atto notarile del 30 novembre 1892, la società francese Dolfus and C. costituì a Piacenza la propria controllata Compagnie des Tramways à Vapoeur de la province de Plaisance (TPP), cui vennero concesse la costruzione e l'esercizio di alcune tranvie nella zona, fra cui la Piacenza-Nibbiano.
Nel frattempo, il 15 aprile 1880 l'ingegnere britannico Robert Fowler Mackenzie costituì a Londra la società The Piacenza Bettola and Cremona Tramway Company Limited (TPBC) per la costruzione di ulteriori linee tranviarie che si diramavano da Piacenza, la prima delle quali fu la Piacenza-Bettola; tra il 1900 e il 1902 la TPP costruì la Cremona-Lugagnano, che s'immetteva presso il bivio Cristo della Piacenza-Cremona ed utilizzava il tratto fino alla città cremonese della linea TPBC.
Nel 1900 la maggioranza delle quote della TPP fu rilevata dalla Società Nazionale Ferrovie e Tramvie (SNFT) che nel 1904 modificò il nome dell'azienda in Società di Strade Ferrate e Ferrovie nella Provincia di Piacenza e altre Province Italiane.
Nel 1906 la ragione sociale mutò nuovamente in Società Italiana di Ferrovie e Tramvie (SIFT), società che rilevò due anni dopo, nel 1908, le concessioni delle tranvie Piacenza-Bettola, Grazzano-Rivergaro e Piacenza-Cremona dalla TPBC, nel frattempo posta in liquidazione.

### Una travagliata esistenza

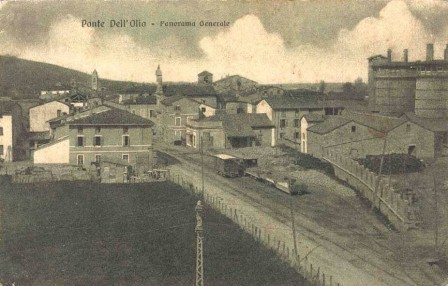
Ponte dell'Olio ai tempi della tranvia

La situazione finanziaria della SIFT nel giro di alcuni anni peggiorò notevolmente a causa della costruzione delle ferrovie Cremona-Borgo San Donnino e Borgo San Donnino-Fornovo (Borgo San Donnino era il nome ai tempi assunto dalla città di Fidenza): gli ingenti capitali investiti nella realizzazione delle due linee, poi riscattate dallo Stato, portarono la società nel 1921 a fare richiesta di concordato preventivo. Alle difficoltà finanziarie si unì l'insoddisfazione da parte dell'utenza per il servizio: in particolare, sulla Cremona-Lugagnano enti pubblici e privati si lamentavano per i ritardi causati dalla necessità di garantire il servizio postale a Fiorenzuola con la ferrovia Milano-Bologna, che causava ritardi e mancate coincidenze con la Piacenza-Cremona al bivio Cristo. Tali difficoltà finanziarie portarono a chiudere la tranvia il 1º ottobre 1923.
Nel 1927 a Milano la SIFT fu coinvolta nella fondazione della società anonima Ferrovie Elettriche Sud Milano, che mirava a progettare e costruire una ferrovia tra Milano e la val Tidone, mai realizzata, che passasse da Locate Triulzi, Landriano, Villanterio, Miradolo Terme, Castel San Giovanni, Pianello e Nibbiano. Tale progetto fu in seguito appoggiato direttamente dall'impresa di costruzioni Max Fioruzzi, appartenente a una famiglia di imprenditori piacentini che partecipavano anche al capitale SIFT. Analogo seguito ebbe il progetto della linea tranviaria Caorso-San Pietro in Cerro.
Con regio decreto 28 febbraio 1930, n. 253 lo stato concesse alla SIFT la costruzione e l'esercizio di tre ferrovie elettriche:
- Piacenza-Bettola;
- Piacenza-Carpaneto-Lugagnano con diramazione Lusurasco-Fiorenzuola;
- Castel San Giovanni-Pianello.

La concessione era il frutto di una convenzione stipulata nel 1928, che a sua volta discendeva da un progetto datato 1924, con la provincia di Piacenza per ammodernare la rete tranviaria provinciale, sostituendo alcune linee con ferrovie ed elettrificandone altre. La crisi economica generale e il diffondersi dei trasporti su gomma non rese possibile l'integrale realizzazione del progetto. La concessione fu comunque revocata formalmente con regio decreto 3 marzo 1938, n. 259.
Complice anche il riscatto anticipato da parte delle Ferrovie dello Stato della costruenda ferrovia Piacenza-Cremona, che influì notevolmente sulle previsioni di bilancio, dei progetti ferrotranviari di SIFT e provincia fu realizzata solo la ferrovia Piacenza-Bettola, che dopo la soppressione della rete di tranvie extraurbane rimase l'unica linea esercita dalla SIFT fino alla chiusura, avvenuta nel 1967.

### Esercizio automobilistico
Soppressa la ferrovia, l'ultima attività in carico alla SIFT rimase l'esercizio del raccordo urbano dello zuccherificio di Piacenza, che sfruttava la sede degli ormai soppressi impianti per Bettola, Agazzano e Nibbiano, utilizzando la locomotiva Deutz D.12; questa venne venduta all'atto del trasferimento, avvenuto 1978, di tale servizio al Monopolio Tabacchi e all'Arsenale. Tale rotabile prestò successivamente servizio presso uno stabilimento raccordato con la stazione di Como San Giovanni.
Incaricata dell'esercizio degli autoservizi sostitutivi della rete ferrotranviaria, l'azienda costituì dunque la Società Emiliana Autoservizi (SEA) la quale operò fino al 1981, allorché tali autocorse passarono in carico all'allora ACAP-Piacenza, rinominata in seguito poi Tempi ed infine Società Emiliana Trasporti Autofiloviari (SETA).

## Impianti eserciti

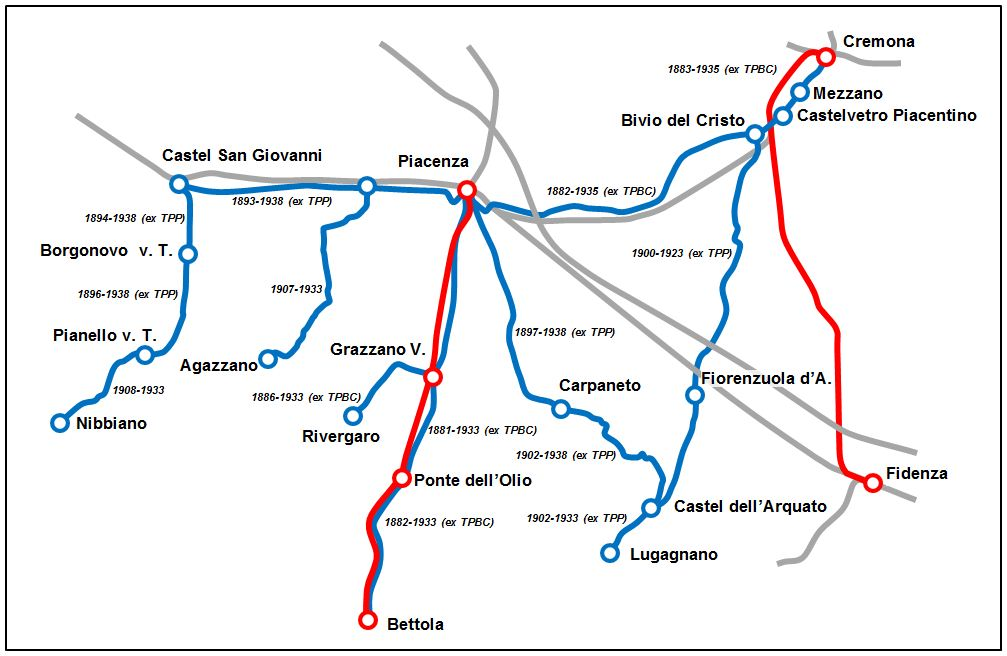
Rete ferrotranviaria SIFT

### Tranvie
Nel corso degli anni di attività, la SIFT esercì un'estesa rete di ferrovie e tranvie che subirono in alcuni casi diversi passaggi di proprietà, oltre ad essere coinvolta in diversi progetti che non videro esecuzione. Nel periodo di massima espansione della rete, erano in esercizio le seguenti linee:
- Tranvia Piacenza-Bettola. La TPBC inaugurò il primo tratto di 21 km sino a Ponte dell'Olio nel 1881. La tranvia fu completata l'anno successivo, quando fu aperto il tronco Ponte dell'Olio-Bettola lungo 12 km. Nel 1886 fu la volta della diramazione tranvia Grazzano-Rivergaro, di 8 km. Proprio la linea per Bettola risultò in seguito la più redditizia tra quelle passate alla SIFT, che ne curò dunque la sostituzione con la parallela ferrovia, aperta all'esercizio nel 1933 con contestuale chiusura dell'impianto tranviario.
- Tranvia Piacenza-Cremona. Il primo tratto fino di tale linea, concessa alla TPBC, fu completato nel 1882; lunga 28 km, tale linea aveva termine a Mezzano Chitantolo, frazione di Castelvetro Piacentino situata sulle rive del Po. Nel 1892, con la costruzione del nuovo ponte sul fiume, la tranvia fu prolungata di ulteriori 5 km raggiungendo il capolinea definitivo di Cremona. L'intera linea fu soppressa fra il 1934 e il 1935, rimanendo in opera la sola tratta urbana piacentina quale collegamento con alcuni raccordi merci.
- Tranvia Piacenza-Pianello-Nibbiano. La linea, che percorreva la val Tidone, era costituita da una prima tratta di 22 km fino a Castel San Giovanni, inaugurata nel 1893 dalla TPP cui fecero seguito i prolungamenti fino a Borgonovo Val Tidone (5 km) e Pianello (10 km) attivati rispettivamente nel 1894 e nel 1896. L'estensione fino a Nibbiano venne inaugurata nel 1908 ad opera della SIFT. L'intera linea fu chiusa fra il 1930 e il 1938.
- Cremona-Lugagnano. Tale linea, di 44,6 km, fu costruita anch'essa a cura della TPP; i primi lavori si conclusero nel 1900, con l'allacciamento alla tranvia Piacenza-Cremona presso la stazione del Cristo e l'apertura al traffico fino a Castell'Arquato. Fra il bivio Cristo e Cremona era utilizzato il binario della linea TPBC[4]; nel 1902 fu aperto il tratto tra Castell'Arquato e Lugagnano[4]. La chiusura risale al 1923.
- Tranvia Piacenza-Lugagnano. La prima tratta realizzata fu quella tra Piacenza e Carpaneto Piacentino, lunga 18 km e inaugurata dalla TPP nel 1897; la linea fu completata nel 1902 con l'apertura del tratto Carpaneto-Castell'Arquato. Nel 1928 la provincia di Piacenza offrì un contributo alla SIFT per ammodernare, fra le altre, questa linea, ma la crisi economica generale e il diffondersi dei trasporti su gomma non rese possibile il realizzarsi del progetto[12] e nel 1933 il tratto Castell'Arquato-Lugagnano fu definitivamente chiuso. La restante parte della tranvia fu soppressa nel 1938, e sostituita con autobus della SEA.
- Tranvia Piacenza-Agazzano. Progettata a cura della TPP la tranvia, che percorreva per 17 km la val Trebbia diramandosi da quella per Nibbiano in località San Nicolò a Trebbia, fu inaugurata nel 1907 dalla SIFT. Nel 1933 la linea fu soppressa e sostituita da autobus della SEA.

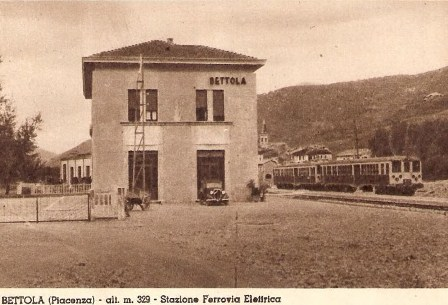
Stazione di Bettola

### Ferrovie
- Ferrovia Cremona-Fidenza. Inaugurata nel 1906 ad opera della SIFT la linea, lunga 34 km, passò alle Ferrovie dello Stato nel 1912, mantenendo sempre un ruolo di ferrovia secondaria a servizio dei traffici regionali.
- Ferrovia Piacenza-Bettola. La linea, lunga 34,6 km ed elettrificata a 3000 V c.c., fu l'unica realizzazione del più ampio piano di potenziamento dei trasporti ideato dalla provincia di Piacenza nel 1928 e venne aperta al traffico nel 1933. Penalizzata dalla concorrenza della gomma e da una politica al tempo non favorevole agli investimenti nel trasporto su rotaia, tale ferrovia fu chiusa nel 1967.

## Materiale rotabile

### Locomotive a vapore
Sulla rete tranviaria SIFT fecero servizio complessivamente 37 locomotive a vapore, in buona misura eredità delle due precedenti amministrazioni, realizzate fra il 1880 e il 1914.
Fra le unità risalenti al periodo SIFT figuravano le tre Breda 1-3 del 1905/1906 costruite in sostituzione delle unità battezzate con i nomi di Ferdinanda, Margherita e Caorso e immesse in servizio sulla ferrovia Cremona-Borgo San Donnino (poi Fidenza). Subentrate nella gestione della linea, le FS incorporarono tali locomotive, di tipo ferroviario, nel proprio parco come gruppo 870, con i progressivi 165-167; assieme a tali locomotive le FS acquisirono l'intero parco rotabili della linea, costituito da 19 carrozze passeggeri e 22 carri merci.
Oltre ad esse, la SIFT ricevette nel 1914 tre ulteriori locomotive Breda originariamente destinate alla Società Anonima della Guidovia Camuna.
Le locomotive tranviarie erano generalmente di tipo cabinato e bidirezionali; le loro caratteristiche di dettaglio sono indicate nella seguente tabella:
| Unità  | Denominazione      | Costruttore                   | Telaio | Anno      | Tipo     | Note                                                                                     |
| ------ | ------------------ | ----------------------------- | ------ | --------- | -------- | ---------------------------------------------------------------------------------------- |
| 1      | Ferdinanda         | SLM                           | 199    | 1880      | A 2 assi |                                                                                          |
| 2      | Margherita         | SLM                           | 200    | 1880      | A 2 assi |                                                                                          |
| 3      | Caorso             | SLM                           | 198    | 1880      | A 2 assi | Proveniente dalla tranvia Novara-Galliate.                                               |
| 1 (II) |                    | Breda                         |        | 1905/1906 | A 3 assi | Utilizzata sulla ferrovia Piacenza Cremona, poi ceduta alle FS e reimmatricolata 870 165 |
| 2 (II) |                    | Breda                         |        | 1905/1906 | A 3 assi | Utilizzata sulla ferrovia Piacenza Cremona, poi ceduta alle FS e reimmatricolata 870 166 |
| 3 (II) |                    | Breda                         |        | 1905/1906 | A 3 assi | Utilizzata sulla ferrovia Piacenza Cremona, poi ceduta alle FS e reimmatricolata 870 167 |
| 4      | Monticelli         | Cerimedo & C./Henschel & Sohn | 753    | 1884      | A 2 assi |                                                                                          |
| 5      | Vigolzone          | Cerimedo & C./Henschel & Sohn | 754    | 1884      | A 2 assi |                                                                                          |
| 6      | Podenzano          | Cerimedo & C./Henschel & Sohn | 755    | 1884      | A 2 assi |                                                                                          |
| 7      | Pontedellolio      | Cerimedo & C./Henschel & Sohn | 756    | 1884      | A 2 assi |                                                                                          |
| 8      | Bettola            | Cerimedo & C./Henschel & Sohn | 757    | 1884      | A 2 assi |                                                                                          |
| 9      | Rivergaro          | Cerimedo & C./Henschel & Sohn | 758    | 1884      | A 2 assi |                                                                                          |
| 10     | Piacenza           | Henschel & Sohn               |        |           | A 2 assi |                                                                                          |
| 11     | Cremona            | Henschel & Sohn               |        |           | A 2 assi |                                                                                          |
| 12     | Castel S. Giovanni | Breda                         | 265    | 1893      | A 2 assi |                                                                                          |
| 13     | Borgonovo          | Breda                         | 266    | 1893      | A 2 assi |                                                                                          |
| 14     | Giuditta           | Breda                         | 259    | 1893      | A 2 assi |                                                                                          |
| 15     | Giacomo            | Breda                         | 260    | 1893      | A 2 assi |                                                                                          |
| 16     | Fiorenzuola        | Breda                         | 261    | 1893      | A 2 assi |                                                                                          |
| 17     | Pianello           | Breda                         | 262    | 1893      | A 2 assi |                                                                                          |
| 18     | Carpaneto          | Breda                         | 263    | 1893      | A 2 assi |                                                                                          |
| 19     | Lugagnano          | Breda                         | 264    | 1893      | A 2 assi |                                                                                          |
| 20     | Castell'Arquato    | Breda                         |        |           | A 2 assi |                                                                                          |
| 21     | Cortemaggiore      | Breda                         |        |           | A 2 assi |                                                                                          |
| 22     | Agazzano           | Breda                         |        |           | A 2 assi |                                                                                          |
| 23     | Nibbiano           | Breda                         |        |           | A 2 assi |                                                                                          |
| 24     | San Nicolò         | Breda                         |        |           | A 2 assi |                                                                                          |
| 25     | Sarmato            | Jung                          | 1262   | 1908      | A 2 assi |                                                                                          |
| 26     | Rottofreno         | Jung                          | 1263   | 1908      | A 2 assi |                                                                                          |
| 27     | Grazzano           | Jung                          | 1264   | 1908      | A 2 assi |                                                                                          |
| 28     | S. Giorgio         | Jung                          | 1265   | 1908      | A 2 assi |                                                                                          |
| 29     | Roncaglia          | Jung                          | 1266   | 1908      | A 2 assi |                                                                                          |
| 30     | S. Nazzaro         | Jung                          | 1267   | 1908      | A 2 assi |                                                                                          |
| 31     | S. Antonio         | Henschel                      | 10875  | 1911      | A 2 assi |                                                                                          |
| 32     | Gragnano           | Henschel                      | 10876  | 1911      | A 2 assi |                                                                                          |
| 33     | S. Polo            | Henschel                      | 10877  | 1911      | A 2 assi |                                                                                          |
| 34     | Darfo Corna        | Breda                         | 1643   | 1914      | A 3 assi | Originariamente destinata alla Società Anonima della Guidovia Camuna                     |
| 35     | Cividate           | Breda                         | 1644   | 1914      | A 3 assi | Originariamente destinata alla Società Anonima della Guidovia Camuna                     |
| 36     | Breno              | Breda                         | 1645   | 1914      | A 3 assi | Originariamente destinata alla Società Anonima della Guidovia Camuna                     |
| 37     | -                  | AGL Wiener Neustadt           |        | 1883      | A 3 assi | Acquisita come preda bellica, poi ceduta alle FS come 822 006                            |

### Materiale a trazione termica
Fra i mezzi da manovra la SIFT disponeva di due locomotive Deutz immatricolate come D.11-12 di costruzione Greco/Deutz (numero di fabbrica 2388) del 1953, dotate di motore A6m 517 da 88 kW; la D.12 venne utilizzata fino all'ultimo al servizio presso lo zuccherificio di Piacenza. Tale rotabile prestò successivamente servizio in uno stabilimento raccordato con la stazione di Como San Giovanni.
Nel 1929 la SIFT ordinò dalla Nicola Romeo di Saronno un'automotrice di Tipo IV dotata di motore alimentato a benzolo da 75 kW, accoppiata a una rimorchiata del medesimo costruttore. Tale unità venne impiegata fino al 1934 sulla Grazzano-Rivergaro e poi destinata al servizio sulla Piacenza-Pianello, caratterizzata da pendenze fino al 30 per mille. Si trattava di un rotabile assemblato su licenza Deutsche Werke Kiel (DWK) dotato di due carrelli, bidirezionale, analogo all'automotrice N.8701 fornita alle FS; la lunghezza era pari a 13,25 m, con 42 posti a sedere. Tale unità fu immatricolata come 38, seguendo la numerazione delle locomotive a vapore, e fece altresì servizio sulla Piacenza-Cremona, ma, dati i modesti risultati di cui diede prova, la poca praticità del personale e le difficoltà legate ai sovrappassi di Castelvetro e di Piacenza, venne smotorizzata e infine impiegata, assieme alla propria rimorchiata, sulla ferrovia Piacenza-Bettola classificata Rc 111.

### Materiale a trazione elettrica

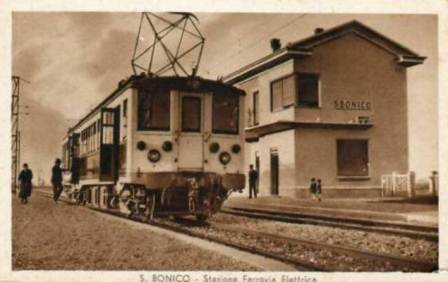
Elettromotrice a San Bonico

Il programma di trasformazione ed elettrificazione della propria rete comportò da parte della SIFT l'ordinazione alle Officine Meccaniche di Reggio Emilia di alcune elettromotrici; il ridimensionamento di tali progetti si concretizzò peraltro nella consegna delle sole unità Macd 51-53, delle rimorchiate Rc 101-102 e delle locomotive elettriche Ld 1-2, nonché una terza locomotiva rimasta peraltro incompleta.
La restante porzione del parco previsto, costruita anch'essa, fu acquistata direttamente dalle FS che nel frattempo avevano acquisito la concessione della ferrovia Piacenza-Cremona cui era inizialmente destinata; tali unità furono immatricolate nel parco FS come EBCiz 624.003-006 le elettromotrici e pCiz 620.001-006 le rimorchiate.
Nel parco SIFT furono successivamente incorporate la EBCiz 624.008 e la pCiz 620.006, noleggiate nel 1941 dalle FS e incorporate nel 1943 nel parco sociale come Macd 54+Rc 103. Tutte le unità furono cedute nel 1967, anno della soppressione della Piacenza-Bettola, alla Società Anonima Strade Ferrate Sovvenzionate (SFS) per l'esercizio sulla ferrovia Benevento-Cancello.
Sempre come rimorchiate da impiegarsi sulla Piacenza-Bettola, nel 1955 la SIFT rilevò dalla ferrovia Mantova-Peschiera due carrozze a carrelli, trasformate in rimorchiate pilota.

### Periodici
- Domenico Molino, Le prime automotrici FS, in Italmodel Ferrovie, n. 231, ottobre 1979,  p. 18.
- Adriano Betti Carboncini e Giovanni Cornolò, Elettromotrici “Piacentine, in I Treni Oggi, n. 19, aprile 1982,  p. 20.
- Guerino Russo, La trazione diesel in Italia nel 1935, in Strade Ferrate, n. 34, gennaio 1988,  p. 9.
- Massimo Cardinali, La ferrovia Piacenza-Bettola, in Mondo Ferroviario, n. 79, gennaio 1993,  p. 6.
- Marco Cacozza, La Ferrovia Piacenza-Bettola, in Tutto Treno & Storia, n. 19, aprile 2008,  pp. 50-65.
- Marco Cacozza, Le Tranvie a Vapore della Provincia di Piacenza, in Tutto Treno & Storia, n. 20, novembre 2008,  pp. 74-89.